# Церква Царя Христа (Майзлі)
Це́рква Царя́ Христа́, також відома як це́рква на Ма́йзлях, — греко-католицька церква в Івано-Франківську. При церкві діє монастир отців Василіян.
Будівництво церкви було розпочато в 1928 році і тривало сім років. Проєкт розробив львівський архітектор Олександр Пежанський, а роботами керував відомий український будівельник Т. Грицак. Храм зведений у візантійському стилі із п'ятьма куполами.
За радянських часів будівлю церкви використовували як склад. 24 червня 1989 року храм освятили, а потім відремонтували.  
На даний час ігуменом і парохом є о. Артемій Новіцький.

## Сучасна діяльність
У Церкві Царя Христа є такі церковні хори, як:
- Хор «Кантемус»;
- Молодіжний хор «Істина»;
- Молодіжний хор «Осанна»;
- Хор «Надія»;
- Дитячий хор «Божі Ангелята».

В монастирі ЧСВВ отців Василіян при церкві Царя Христа діють численні парафіяльні спільноти — Катехизація (підготовка дітей до Першого Святого Причастя).